# Congo-Brazzaville op de Olympische Zomerspelen 1980
Congo-Brazzaville nam deel aan de Olympische Zomerspelen 1980 in Moskou, Sovjet-Unie. 

## Deelnemers en resultaten per onderdeel

### Atletiek
| Olympiër                                                                | Discipline      | Resultaat | Prestatie                                         |
| ----------------------------------------------------------------------- | --------------- | --------- | ------------------------------------------------- |
| Antoine Kiakouama                                                       | 100m (m)        | 36e       | serie 6: 4de in 10,69                             |
| Théophile Nkounkou                                                      | 100m (m)        | 28e       | serie 8: 3de in 10,53 kwartfinale 3: 6de in 10,59 |
| Bernard Mabikana                                                        | 110m horden (m) | 20e       | serie 1: 15,42                                    |
| Emmanuel M'Pioh                                                         | marathon (m)    | 52e       | 2:48.17                                           |
| Jean-Pierre Bassegela Antoine Kiakouama Louis Nkanza Théophile Nkounkou | 4x100m (m)      | 12e       | serie 2: 7de in 40,09                             |

### Boksen
| Olympiër           | Discipline | Resultaat | Prestatie                                                  |
| ------------------ | ---------- | --------- | ---------------------------------------------------------- |
| Alphonse Matoubela | -60kg (m)  | 17e       | 1ste ronde: V van HUN Dezamits: 0-5                        |
| Georges Koffi      | -67kg (m)  | 17e       | 1ste ronde: V van UGA Mugabi: knock-out                    |
| Anaclet Wamba      | -81kg (m)  | 9e        | 1ste ronde: V van AUS Pike: scheidsrechterlijke beslissing |

### Handbal
| Olympiër | Discipline | Resultaat | Prestatie |
| --- | ---------- | --------- | --- |
| Angelik Abebame Germaine Djimbi Henriette Koula Isabelle Azanga Julienne Malaki Madeleine Mitsotso Micheline Okemba Nicole Oba Pascaline Bobeka Pemba Lopez Solange Koulinka Viviane Okoula Yolande Kada-Gango Yvonne Makouala | vrouwen    | 6e        | groepsfase: 6de V van Sovjet-Unie: 11-30 V van Hongarije: 10-39 V van DDR: 6-28 V van Tsjecho-Slowakije: 10-23 V van Joegoslavië: 9-39 |

| Groepsfase |                   |             |             |             |             |            |            |            |        |
| #          | Land              | Wedstrijden | Wedstrijden | Wedstrijden | Wedstrijden | Doelpunten | Doelpunten | Doelpunten | Punten |
| #          | Land              | G           | W           | G           | V           | V          | T          | Saldo      | Punten |
| 1          | Sovjet-Unie       | 5           | 5           | 0           | 0           | 99         | 52         | +47        | 10     |
| 2          | Joegoslavië       | 5           | 3           | 1           | 1           | 107        | 67         | +40        | 7      |
| 3          | DDR               | 5           | 3           | 1           | 1           | 91         | 58         | +33        | 7      |
| 4          | Hongarije         | 5           | 1           | 1           | 3           | 80         | 74         | +6         | 3      |
| 5          | Tsjecho-Slowakije | 5           | 1           | 1           | 3           | 65         | 78         | -13        | 3      |
| 6          | Congo-Brazzaville | 5           | 0           | 0           | 5           | 46         | 159        | -113       | 0      |

| Ronde      | Datum  | Plaats            | Land  | Score             | Land |
| ---------- | ------ | ----------------- | ----- | ----------------- | ---- |
| Groepsfase |        |                   |       |                   |      |
| 21 juli    | Moskou | Sovjet-Unie       | 30-11 | Congo-Brazzaville |      |
| 23 juli    | Moskou | Hongarije         | 39-10 | Congo-Brazzaville |      |
| 25 juli    | Moskou | DDR               | 28-6  | Congo-Brazzaville |      |
| 27 juli    | Moskou | Tsjecho-Slowakije | 23-10 | Congo-Brazzaville |      |
| 29 juli    | Moskou | Joegoslavië       | 39-9  | Congo-Brazzaville |      |

Afghanistan · Algerije · Andorra · Angola · Australië · België · Benin · Birma · Botswana · Brazilië · Bulgarije · Colombia · Congo-Brazzaville · Costa Rica · Cuba · Cyprus · Denemarken · Dominicaanse Republiek · Duitse Democratische Republiek · Ecuador · Ethiopië · Finland · Frankrijk · Griekenland · Groot-Brittannië · Guatemala · Guinee · Guyana · Hongarije · Ierland · IJsland · India · Irak · Italië · Jamaica · Joegoslavië · Jordanië · Kameroen · Koeweit · Laos · Lesotho · Libanon · Liberia · Libië · Luxemburg · Madagaskar · Mali · Malta · Mexico · Mongolië · Mozambique · Nederland · Nepal · Nicaragua · Nieuw-Zeeland · Nigeria · Noord-Korea · Oeganda · Oostenrijk · Peru · Polen · Portugal · Puerto Rico · Roemenië · San Marino · Senegal · Seychellen · Sierra Leone · Sovjet-Unie · Spanje · Sri Lanka · Syrië · Tanzania · Trinidad en Tobago · Tsjecho-Slowakije · Venezuela · Vietnam · Zambia · Zimbabwe · Zweden · Zwitserland